# Эсседа

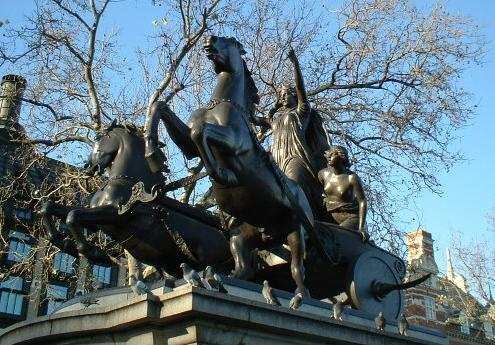
Т. Торникрофт. Боадицея и её дочери

Эссе́да (лат. essedum) — кельтская боевая колесница. Представляла собой двухколёсную повозку, запряжённую двумя лошадьми, как правило, c одним возницей (который мог быть вооружён копьём) и одним воином, вооружённым мечом и луком. Воины иногда спешивались с колесниц во время сражения.
Поскольку кельтские воины приобретали себе вооружение и снаряжение на собственные деньги, воинами на эсседах всегда были знатные люди, в то время как представители низших классов общества составляли пехоту. Многих знатных воинов хоронили вместе с их эсседами для подчёркивания их социального статуса.
Эсседы считаются последними боевыми конными повозками в Европе. В континентальной Европе они использовались до 100 года до н. э., а в Британии и Ирландии — даже после 200 года н. э. Первое описание эссед в античных источниках относится к 295 году до н. э.